# Yoshinobu Akao
Yoshinobu Akao (赤尾 佳宣 Akao Yoshinobu?), född 3 oktober 1975 i Yamanashi prefektur, är en japansk före detta fotbollsspelare.
Akao började sin karriär 1998 i Ventforet Kofu. Han avslutade karriären 2000.